# ده گود (ریگان)
ده گود، روستایی در دهستان ریگان بخش مرکزی شهرستان ریگان در استان کرمان ایران است.

## جمعیت
بر پایه سرشماری عمومی نفوس و مسکن در سال ۱۳۹۵، جمعیت این روستا برابر با ۳۸۱ نفر (۱۱۰ خانوار) بوده است.